# Zählpunkt
Zählpunkt ist eine Bezeichnung in der Versorgungswirtschaft.
Für die Sparten Fernwärme oder Trinkwasser ist das der Punkt an dem das Medium, welches an Verbraucher geleistet wird, erfasst wird.
In der Energiewirtschaft wird der Begriff Zählpunkt in der Marktkommunikation lediglich für in der Festlegung MaBiS verwendet. Hier wird dies als MaBiS-Zählpunkt genannt.
Gegenüber von Verbrauchern / Erzeugern wird dieser Begriff nicht mehr verwendet. Hier spricht man von einer Messlokation. Die Messlokation verwendet jedoch zur Identifikation die folgend genannte Zählpunktbezeichnung.
Weiter gibt es in der Energiewirtschaft noch Netzübergabestellen / Netzkoppelpunkte, welche einen Zählpunkt darstellen.
Dem Zählpunkt wird eine eindeutige Bezeichnung, die Zählpunktbezeichnung (ZPB), zugeordnet.
Einem Zählpunkt ist meist einen Zähler zugeordnet. z. B. können im Strom an einem Zählpunkt auch mehrere Zähler zugeordnet sein. Z.  für separate Zähler für Bezug und Entnahme oder zur Erfassung von Blindarbeit/-leistung.
Es können aber auch mehrere Zählpunkte zu einem virtuellen Zählpunkt zusammengefasst werden. Dies ist in der MaBiS oder GaBi-Gas für z. B. Netzzeitreihen der Fall.
In der Vergangenheit wurden auch für Verbraucher „virtuelle Zählpunkte“ gebildet.
In den Sparten Strom und Gas gibt es dies nicht mehr. Hier werden die Messlokation(en) der Marktlokation zugeordnet.

## Regelwerke
Die Vergabe der Bezeichnungen im Strom-Messwesen wurde in Deutschland ab 2006 entsprechend der VDN-Richtlinie MeteringCode 2006 (Ausgabe Juli 2006) vorgenommen.
Die VDN-Richtlinie wurde 2008 durch den vom Bundesverband der Energie- und Wasserwirtschaft (BDEW) herausgegebenen MeteringCode 2006 (Ausgabe Mai 2008) ersetzt.
Dieser Code wiederum wurde 2011 durch die vom Forum Netztechnik/Netzbetrieb im VDE (FNN) erarbeitete Anwendungsregel VDE-AR-N 4400 „Messwesen Strom (Metering Code)“ abgelöst, die seither in Kraft ist (Stand 2018).
Für die Wettbewerbssparten Strom und Gas in Deutschland wurde zum 1. Februar 2018 die Marktlokations-Identifikationsnummer (MaLo-ID) eingeführt. Diese ersetzt die Zählpunktbezeichnung für Erzeugende- und Verbrauchende-  (Marktlokationen). Messlokationen behalten hingehend die Zählpunktbezeichnung.

## Struktur der Zählpunktbezeichnung
Die Zählpunktbezeichnung ist sowohl in Deutschland als auch in Österreich 33-stellig zusammengesetzt:
- Ländercode nach DIN ISO 3166 (2 Stellen)
- Verteilnetzbetreiber (6 Stellen)
- Postleitzahl (5 Stellen)
- Zählpunktnummer (20 Stellen alphanumerisch)

Die Zählpunktbezeichnung wird einmal vergeben und danach nicht mehr verändert. Dies gilt auch dann, wenn sich der Verteilnetzbetreiber oder die Postleitzahl ändert. Somit lassen diese Fragmente der Zählpunktbezeichnung keine unmittelbaren Rückschlüsse zu.
Dabei ist in Österreich zwischen den vier Segmenten ein Trennzeichen – vorzugsweise der Punkt – zu verwenden.
Beispiele:
- DE 000562 66802 AO6G56M11SN51G21M24S
- AT.008100.08010.AO6G56M11SN51G21M24S

## Eigenschaften
Ein Zählpunkt kann dabei verschiedene Eigenschaften haben, die mitunter zeitlichen Veränderungen unterworfen sind (insbesondere Verbrauchswerte):
- Strom, Gas und Fernwärme: Ob ein Standardlastprofil verwendet wird (z. B. H0, G0) oder es sich um einen Zählpunkt mit gemessenem Lastgang handelt
- Der tatsächliche Netzbetreiber: Mitunter kann es vorkommen, dass es beispielsweise durch Firmenzusammenlegungen oder anderen organisatorischen Änderungen dazu kommt, dass der Zählpunkt nicht mehr im Gebiet desselben Netzbetreibers liegt, der die Zählpunktbezeichnung vergeben hat.